# レベッカ・ロング＝ベイリー

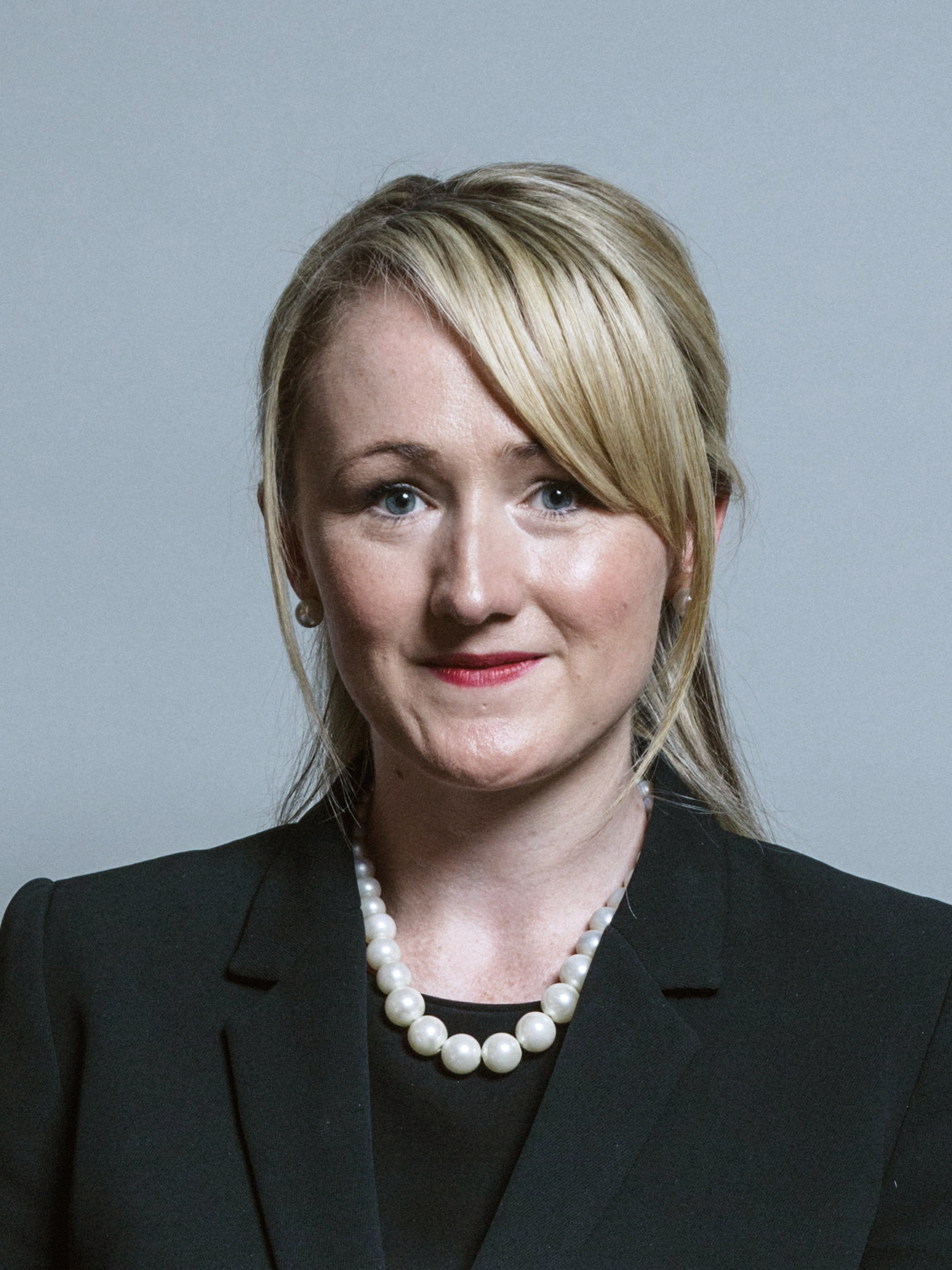
2017年の公式ポートレイト

レベッカ・ロング＝ベイリー（英: Rebecca Long-Bailey 1979年9月22日-）は、イギリスの政治家。イギリス労働党に所属する下院議員。

## 経歴
2015年に労働党党首になったジェレミー・コービンが組織した影の内閣に入閣、民間企業相を務めた。イギリスの欧州連合離脱表明により、本田技研工業をはじめとしたイギリス国内の自動車工場が閉鎖を決定すると、高度な技術を要する雇用と自動車産業を守るべきだとして保守党政権と労働組合に呼び掛けた。
2019年、イギリス総選挙で労働党が大敗するとコービンが労働党党首を辞任。後任を決める党首選挙に立候補し、キア・スターマーらと争った。コービンの後継者、女性候補者として注目を浴びたが、選挙ではスターマーに倍近くの差をつけられ敗退した。